# Блумингтон (Висконсин)
Блумингтон (енгл. Bloomington) град је у америчкој савезној држави Висконсин.

## Демографија
По попису из 2010. године број становника је 735, што је 34 (4,9%) становника више него 2000. године.
| Група             | 2000.       | 2010.       |
| Белци             | 699 (99,7%) | 716 (97,4%) |
| Афроамериканци    | 0 (0,0%)    | 1 (0,1%)    |
| Азијати           | 0 (0,0%)    | 2 (0,3%)    |
| Хиспаноамериканци | 0 (0,0%)    | 8 (1,1%)    |
| Укупно            | 701         | 735         |